# Dendrophthora fastigiata
Dendrophthora fastigiata är en sandelträdsväxtart som beskrevs av J. Kuijt. Dendrophthora fastigiata ingår i släktet Dendrophthora och familjen sandelträdsväxter. Inga underarter finns listade i Catalogue of Life.